# بورك (الأردين)
بورك هي بلدية فرنسية تقع في إقليم الأردين في منطقة غراند إيست.   